# Тайки (Хоккайдо)

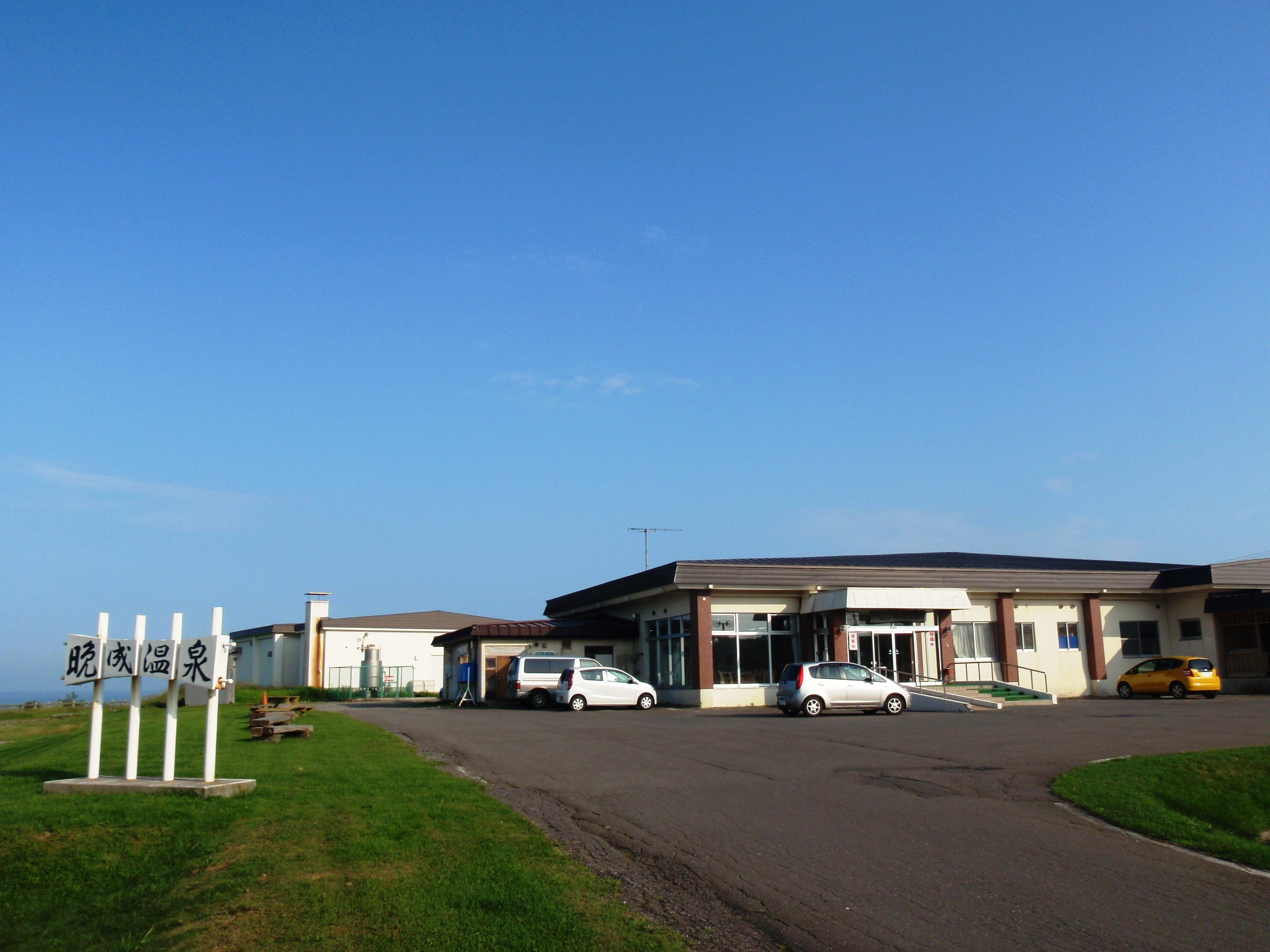
Бансеи-Онсен — горячий источник, расположенный в Тайки

Тайки (яп. 大樹町 Тайки-тё:) — посёлок в Японии, находящийся в уезде Хироо округа Токати губернаторства Хоккайдо. Площадь посёлка составляет 816,38 км², население — 5886 человек (30 июня 2014), плотность населения — 7,21 чел./км².

## Географическое положение
Посёлок расположен на острове Хоккайдо в губернаторстве Хоккайдо. С ним граничат посёлки Макубецу, Тоёкоро, Хироо, Синхидака, Уракава и сёла Накасацунай, Сарабецу.

## Население
Население посёлка составляет 5886 человек (30 июня 2014), а плотность — 7,21 чел./км². Изменение численности населения с 1980 по 2005 годы:
| 1980 | 8356 чел. |  |
| 1985 | 8118 чел. |  |
| 1990 | 7483 чел. |  |
| 1995 | 7075 чел. |  |
| 2000 | 6711 чел. |  |
| 2005 | 6407 чел. |  |

## Символика
Деревом посёлка считается дуб зубчатый, цветком — космея, птицей — полевой жаворонок.